# Château Beaulard
Château-Beaulard (anche Castel Belardi in italiano) è una frazione del comune italiano di Oulx a 1.387 m s.l.m.
Il paese è situato sul versante orografico destro nella Valle di Bardonecchia a 3 chilometri da Beaulard.
È adagiato su un ampio terrazzo, protetto da Il Forte (spuntone roccioso che si innalza davanti al paese dove è stato costruito nel 1593 un forte per controllare l'Alta Val di Susa, abbandonato nel 1610) tra il Rio Supire e Champeiron, al cospetto delle dolomitiche punte Clotesse e Grand'Hoche. La tradizione orale racconta che la frazione è stata costruita ai piedi de Il Forte prima dell'incendio del 1700.
Tra i principali luoghi d'interesse c'è la Chiesa di San Bartolomeo Apostolo risalente al 1493, con un campanile in stile delfinale, un portale risalente al 1690 con l'architrave scolpito del 1740. La chiesa, visibile entrando nel paese, è dedicata al Santo Patrono della frazione. La chiesa è aperta solo in occasione delle festività. L´edificio ha un'unica navata, costituita da tre campate coperte da volte a crociera ribassata, e affiancata da due cappelle. L´area presbiteriale, di pianta quadrata, è coperta da una volta con lunette: da un lato si accede al campanile, da quello opposto alla sacrestia. Le pareti interne sono completamente intonacate e tinteggiate, ad eccezione della volta al disopra dell´altare maggiore. La pavimentazione è costituita da un tavolato di legno; finestre archivoltate con spalle e davanzali inclinati sono presenti sulle pareti perimetrali, mentre le cappelle sono illuminate da aperture semicircolari. Un pronao coperto da volta a crociera precede l´ingresso, raggiungibile per mezzo di una scala in pietra; a destra e a sinistra del portale di ingresso sono poste due acquasantiere in pietra scolpita. In facciata, al disopra del pronao, si apre un oculo circolare. Tutti i prospetti esterni sono coperti da uno strato di intonaco grezzo, che lascia trasparire una muratura lapidea piuttosto irregolare. Le coperture sono costituite da una struttura lignea con manto di lose a spacco di spessore irregolare. Il portale di ingresso, centrato sull´asse mediano dell´aula , è formato da blocchi lapidei e contiene una lunetta dipinta con la raffigurazione della deposizione di Cristo. Il portone ligneo scolpito riporta la data 1628 e la firma dell´artista che lo ha realizzato: M. Alferi.
A Chateau Beaulard è presente anche un piccolo museo montano all'interno di un ex scuola elementare. Al suo interno sono presenti gli arredi originali, banchi in legno, cancelleria, cartine, l'alloggio della maestra trasformato in museo di vita montana con gli attrezzi per la coltivazione e la raccolta del grano e del fieno, la lavorazione della lana e attrezzi per il lavoro con gli animali. Aperto nel periodo estivo grazie ai volontari dell'Associazione Chateau che ne curano i locali e organizzano mostre, eventi e manifestazioni.

## Galleria d'immagini

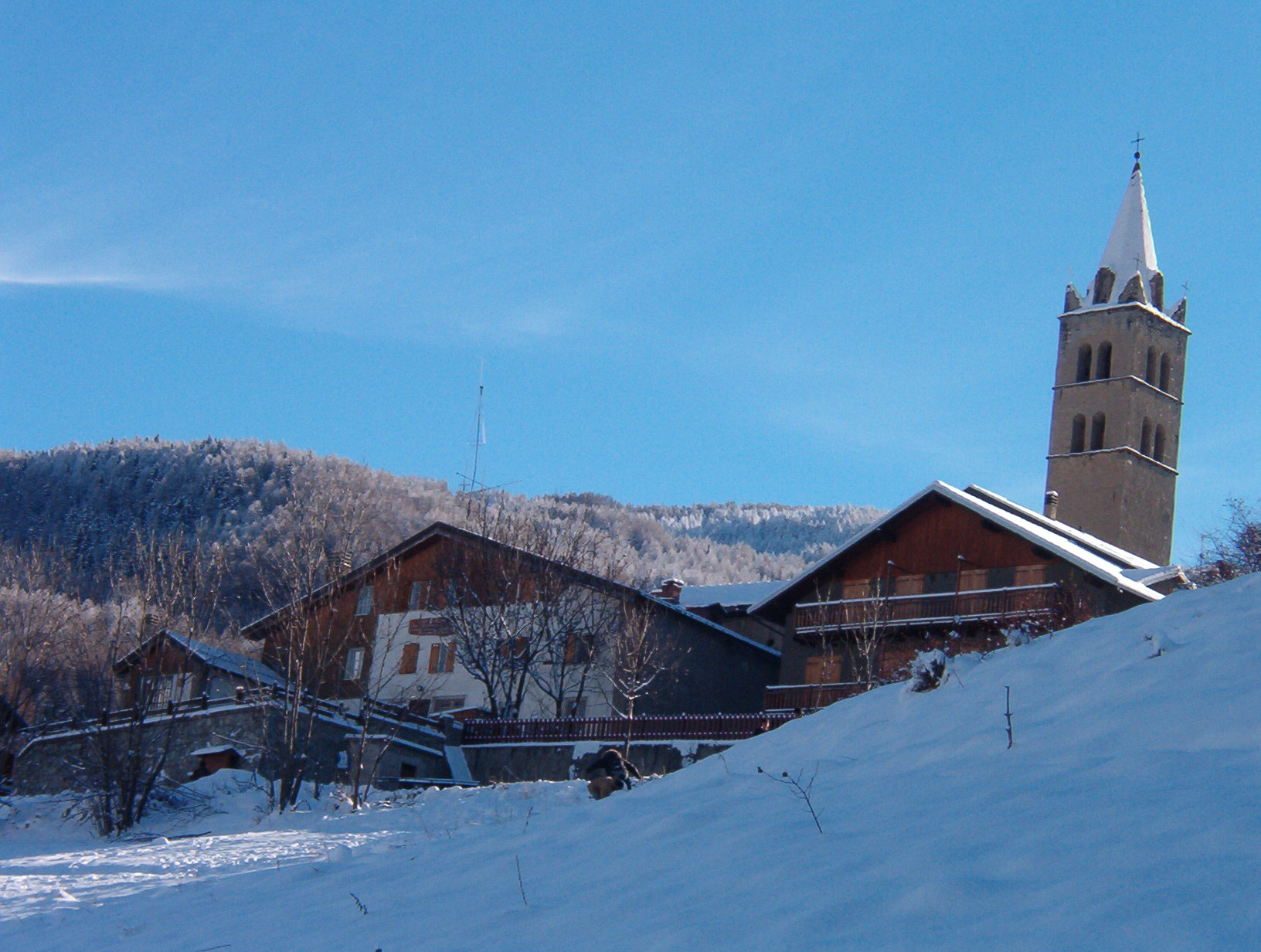
Veduta invernale parziale di Chateau
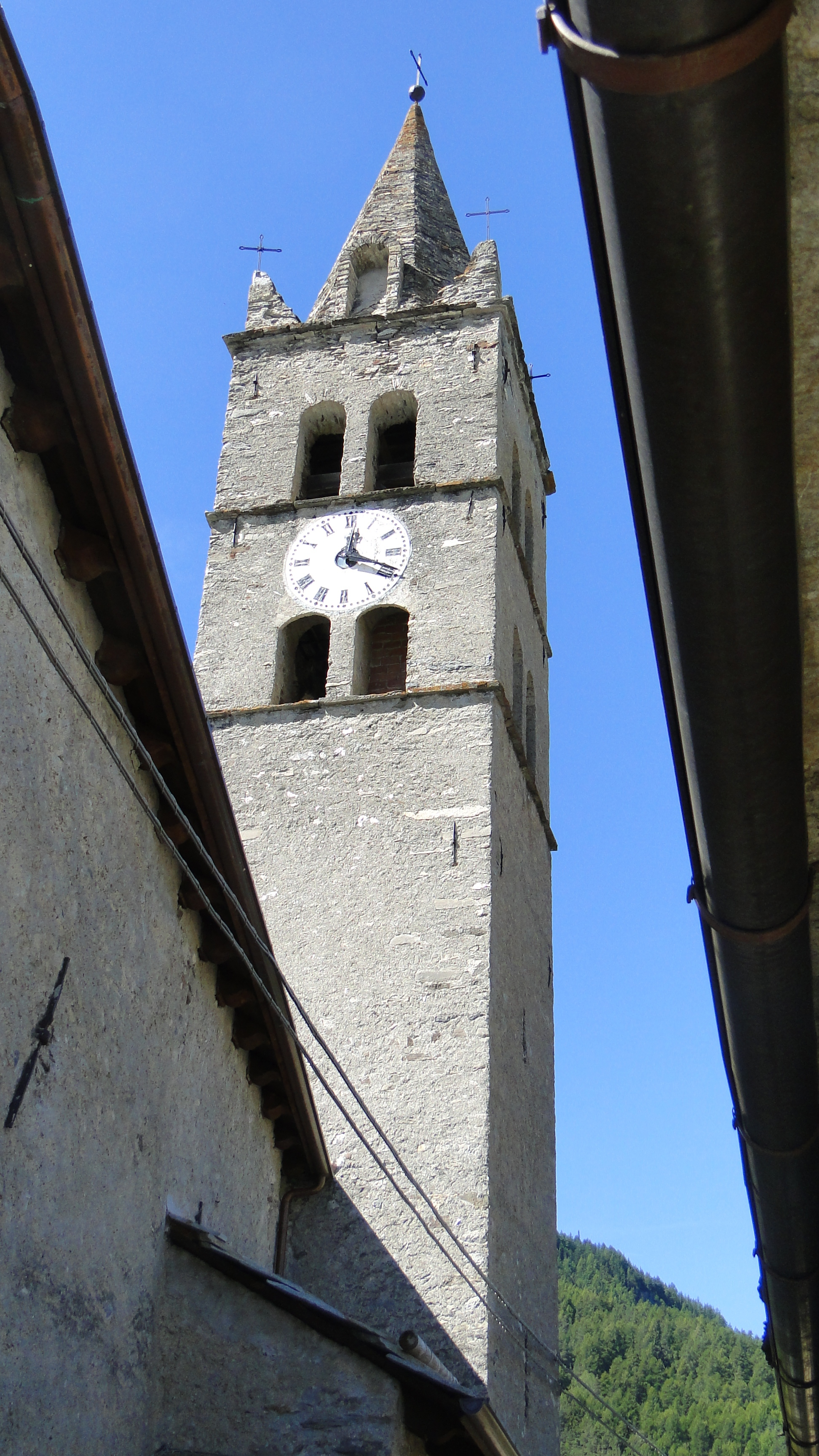
Campanile della chiesa di Chateau